# Anoplius
Anoplius is een geslacht van vliesvleugelige insecten van de familie spinnendoders (Pompilidae).

## Soorten
- A. alpinobalticus - noordse borstelspinnendoder Wolf, 1965
- A. caviventris - riet-borstelspinnendoder (Aurivillius, 1907)
- A. concinnus - oever-borstelspinnendoder (Dahlbom, 1843)
- A. eous Yasumatsu, 1936
- A. infuscatus - gewone borstelspinnendoder (Vander Linden, 1827)
- A. nigerrimus - zwarte borstelspinnendoder (Scopoli, 1763)
- A. piliventris (Morawitz, 1889)
- A. samariensis (Pallas, 1771)
- A. tenuicornis (Tournier, 1889)
- A. viaticus - gewone wegwesp (Linnaeus, 1758)